# Elle Bishop
Elle Bishop är en rollfigur från NBC:s dramaserie Heroes som spelas av Kristen Bell. Elle medverkade under säsong två som en av de nya personerna. Enligt kontraktet kommer hon att medverka i minst 13 avsnitt i säsong 3.
Elle är agent åt The Company, dotter till högsta chefen, hennes förmåga är att hon kan generera elektricitet. Elle visar sig vara mentalt instabil. Hon inledde en romantisk relation med Sylar efter att han hjälpt henne kontrollera sina krafter. Ett tag senare mördades hon av Sylar.